# Maison de Saint-Omer
 (septembre 2022).
Si vous disposez d'ouvrages ou d'articles de référence ou si vous connaissez des sites web de qualité traitant du thème abordé ici, merci de compléter l'article en donnant les références utiles à sa vérifiabilité et en les liant à la section « Notes et références ».
La maison de Saint-Omer est une famille féodale française, éteinte avant la fin du Moyen Âge, originaire de Saint-Omer (Pas-de-Calais). Plusieurs de ses rameaux ont joué un rôle actif dans les États latins d'Orient au moment des différentes croisades.
Ils étaient non seulement châtelains de Saint-Omer, Morbecque et Fauquembergues, mais certaines branches et individus furent aussi :
- Prince de Galilée
- Coseigneur de Thèbes
- Coseigneur d'Akova
- Bailli d'Achaïe

Et quelques uns sont devenus seigneurs de Capple.
```
? Raoul de Saint-Omer
Officier du comte de Flandres (cité 938-975)
Gérard de Saint-Omer
Officier du comte de Flandres (cité 986)
Romuldus (?) de Saint-Omer
Officier du comte de Flandres (cité 994)
└─> Rabel de Saint-Omer (°1072 - †1083)
    └─> Baudouin de Saint-Omer, seigneur de Saint-Omer (°1030, †1098) X Mahaut de Créquy
        └─> Guillaume I
er
 de Saint-Omer ou Hoston 1er seigneur de Fauquembergues(°1055, †1128) X Aganitrude de Bruges 
            └─> Guillaume II de Saint-Omer (°1085, †1143), X Melisinde de Picquigny, fille de Arnoul de Picquigny
            │   ├─> Maude de Saint-Omer
            │   ├─> 
Gautier de Saint-Omer
, châtelain de Saint-Omer †1171, seigneur de Tibérias, X avant mars 1159 Eschives II de Bures-Tiberias, fille de 
Elinard de Bures
, 
prince de Galilée

            │   │   ├─> 
Hugues II de Saint-Omer
, 
prince de Galilée
 d. a 1204, épouse Marguerite d'Ibelin, fille de 
Balian II d'Ibelin
, seigneur de Naplouse
            │   │   ├─> 
Guillaume de Saint-Omer

            │   │   ├─> 
Raoul de Saint-Omer
, sénéchal de Jérusalem, 
prince de Galilée
 d. a 1220
            │   │   │   └─> 
Echive de Saint-Omer
, princesse de Galilée
            │   │   └─> 
Eudes de Saint-Omer
, connétable de Tripoli, seigneur de Gogulat d. a 1218
            │   ├─> Guillaume III †1170, châtelain de Saint-Omer après son frère Gautier, X Mathilde de Brienne, fille de Gauthier II de Brienne
            │   │   ├─> 
Guillaume IV
, Châtelain de Saint-Omer, seigneur de Fauquembergues †1191/1192 en Palestine. X Marie de Tripoli, fille de Raymond, connétable de Tripoli. X Ida d'Avesnes, fille de 
Nicolas d'Avesnes

            │   │   │   ├─> 
Nicolas I
er
 de Saint-Omer
, †1217/1219, X Marguerite de Hongrie, fille de 
Béla III de Hongrie

            │   │   │   │   └─> dont descendance ci-dessous
            │   │   │   ├─> 
Guillaume V
, châtelain de Saint-Omer †
juillet 1245

            │   │   │   ├─> 
Guillaume VI
, seigneur de Pitgam & Berquin †vers 1248, succède à son frère Guillaume V : sa postérité a la seigneurie de 
Piennes/Peene
, transmise vers 1360 par sa descendante Péronne de St-Omer à son mari Wautier d'
Hallwyn

            │   │   │   ├─> Jacques de Saint-Omer †vers 1219 en Palestine probablement lors de la cinquième croisade
            │   │   │   ├─> Mahaut de Saint-Omer d. a 1241
            │   │   │   ├─> Alais de Saint-Omer épouse Baudouin de Créquy
            │   │   │   ├─> Marguerite de Saint-Omer
            │   │   │   ├─> Beatrix de Saint-Omer †
26 avril 1254
, à la mort de son frère, Guillaume VI) hérite de la châtellenie de Saint-Omer et de la seigneurie de Fauquembergue. Épouse Philippe d'Aire
            │   │   │   │   ├─> Mathilde de Saint-Omer, hérite de la châtellenie de Saint-Omer, épouse Jean d'Ypres
            │   │   │   │   │   ├─> Guillaume VII de Saint-Omer, †1252 ou 1253, épouse Adeline, fille de Beaudouin de Guines
            │   │   │   │   │   │   ├─> Guillaume VIII de Saint-Omer
            │   │   │   │   │   │   │   └─> Éléonore, épouse Rasse de Grave, châtelaine de Saint-Omer
            │   │   │   │   │   │   │       └─> 
Béatrix de Gâvre
, épouse 
Robert de Fiennes
, 
connétable de France
, épouse en 1286 
Guy IX de Laval

            │   │   │   │   │   │   │           └─> Florent de Beaumont, châtelain de Saint-Omer et du comté de Fauquembergue
            │   │   │   │   │   │   │               └─> Sance de Beaumont, châtelain de Saint-Omer et du comté de Fauquembergue
            │   │   │   │   │   │   └─> Mathilde épouse Baudouin de Beaumont
            │   │   │   │   │   ├─> Jean de Renenghes
            │   │   │   │   │   ├─> Gautier de Renenghes, seigneur de Morbecques
            │   │   │   │   │   ├─> Gérard, archidiacre de Brabant
            │   │   │   │   │   ├─> Jacques de le Nieppe
            │   │   │   │   │   ├─> Beaudouin, seigneur de Bellefontaine
            │   │   │   │   │   └─> Bouchard
            │   │   │   │   ├─> Élisabeth de Saint-Omer
            │   │   │   │   └─> Isabelle de Saint-Omer, épouse le seigneur de Beauraing
            │   │   │   ├─> Ida de Saint-Omer †vers 1222, épouse le prévôt de Douai
            │   │   │   ├─> Gautier de Saint-Omer †vers 1218 en Palestine probablement au siège de Damiette, prévôt de Saint-Omer
            │   │   │   ├─> Agnès de Saint-Omer, Abbesse de Messines †vers 1249
            │   │   │   └─> Adelaïde de Saint-Omer 
            │   │   ├─> Agnes de St. Omer  †vers 1166
            │   │   └─> Mechtilde de Saint-Omer †1194
            │   ├─> Euphemia de Saint-Omer, épouse Baudouin de Bailleul
            │   ├─> Gisela de Saint-Omer, se marie avec le chevalier Guillaume de Montreuil
            │   ├─> Hosto de Saint-Omer(1132/41-1151/66)haut-dignitaire Templier    │
            │   │─> Lutgarde de Saint-Omer
            │   ├─> Beatrix de Saint-Omer
            │   └─> Cassine de Saint-Omer 
            ├─> Hosto, châtelain de Saint-Omer, seigneur de Fauquembergues d. a 1128
            ├─> Nicole de Saint-Omer  ép. Antoine 1er de Sacquespée° ~1070(Arras)b.c 1095
            ├─> Gérard de Fauquembergues + après 1147 
            ├─> 
Hugues de Saint-Omer
, 
prince de Galilée et de Tibérias
.
            └─> 
Godefroy de Saint-Omer
 1075-~1150 cofondateur de 
l'ordre du Temple
```

## Les Saint-Omer de Thèbes
Une branche de la famille installée en Grèce après la quatrième croisade joua un rôle important dans l'histoire du duché d'Athènes et de la principauté d'Achaïe.
```
Nicolas I
er
 de Saint-Omer
, † ca 1235
[
1
]
, X 
Marguerite de Hongrie
, fille de 
Béla III de Hongrie

└─> 
Bela de Saint-Omer
, co-seigneur de 
Thèbes
 par son mariage avec Bonne de la Roche
[
2
]
, fille d'
Othon de La Roche

   ├─> 
Nicolas II de Saint-Omer
, co-seigneur de Thèbes, 
bail de Morée
, d. 1294
   ├─> 
Othon de Saint-Omer
, † avant 1299, X Margherita da Verona fille de 
Guglielmo 
I
er
 da Verona
[
3
]

   ├─>
Jean de Saint-Omer
, baron de Passava, maréchal de Morée d. a 1278 X  
Marguerite de Passavant
 en 1276                                                                                                                                    
 
 
 
├
 
 
 
 
 
 
 
 
 
└─>
Nicolas III de Saint-Omer
, co-seigneur de Thèbes, 
bail de Morée
                                                        
 
 
 
└─>
Guillaume de Saint-Omer
 + d. a 19 Oct 1265, X Pétronille de Lacey, fille de Walter de Lacey
[
réf.
 
nécessaire
]

             └─> Thomas de Saint-Omer, Lord Brundale 
             ├─> Catherine Saint-Omer 
             └─> Guillaume de Saint-Omer, Lord Brundale  d. a 1319
```

## Les Saint-Omer non connectés
Saint omer dont on ne connait pas les origines
```
-Baudouin de Saint-Omer, seigneur de 
Wallon-Cappel
 (cité 1244/46)                                                                              ├─>Jean de Saint-Omer dit «fils de Baudouin»                                                                                                                                └─>Baudouin de Saint-Omer seigneur de Wallon-Cappel                                                                             -Jacques II de Saint-Omer seigneur de Wallon-Cappel
      └─>Marie de Saint-Omer ép. Jean IV, seigneur de Crésecques (descendant de Robert)                                      -Philippe de Renenghes(inhumé à 
Clairmarais
)                                                                         --Colin de Saint-Omer damoiseau de Pitgham (cité 04/1252)
-Laurent de Saint-Omer ép. Marguerite de 
Leulinghem
 (citée 1208)
-Marie de Saint-Omer ép. Enguerran II de Lameth, seigneur de Lameth, X à 
Courtrai
 (1302), écuyer de 
Robert II
, comte d’Artois(fils d’Ancelin de Lameth et de Françoise de Luxembourg)                                                              -François de Saint-Omer-
Wallon-Cappel
(d’une possible branche des Saint-Omer) 2° 
évêque de Namur
 (nommé 11/01/1580, consacré le 10/08/1580-1592)
```

## Armorial
| Figure | Branche ou armigère et blasonnement |
| ------ | --- |
|        | Saint-Omer, armes primitives : D'azur à la fasce d'or,. Jacques de Saint-Omer (avec brisure) : D'azur à la fasce d'or, brisé d'une bordure de gueules. |
|        | Saint-Omer–Morbecque : D'azur semé de croisettes recroisetées au pied fiché d'or, à la fasce du même brochante,. Armes portées par Jean de Saint-Omer dans l'Armorial de Gelre. Denis de Morbecque (avec brisure) : D'azur semé de croisettes recroisetées au pied fiché d'or, à la fasce du même brochante, le tout brisé d'un lambel de gueules.                                             |
|        | Saint-Omer–Piennes (ou Peene) : D'azur semé de billettes d'or, à une fasce du même brochante,. Armes portées par Guillaume IV et VI de Saint-Omer. |
|        | Saint-Omer–Reninge (ou Reninghe, Renenghes) : D'azur semé de billettes d'or, à la bande du même brochante. Jacquêmes de Reninge (avec brisure) : D'azur semé de billettes d'or, à la bande du même brochante, le tout brisé d'un lambel à cinq pendants de gueules. Gautier de Reninge (†1297) (avec croisettes comme brisure) : D'azur semé de croisettes d'or, à la bande du même brochante. |
|        | Godefroy de Saint-Omer (et actuelles armes de Saint-Omer) : De gueules à la croix patriarcale d'argent. |